# Epidendrum paranaense
Epidendrum paranaense é uma espécie de planta do gênero Epidendrum e da família Orchidaceae.

## Taxonomia
A espécie foi descrita em 1882 por João Barbosa Rodrigues.
O seguinte sinônimo já fori catalogado:
- Epidendrum ramosum imbricatum  Ames et al.

## Forma de vida
É uma espécie epífita e herbácea.

## Conservação
A espécie faz parte da Lista Vermelha das espécies ameaçadas do estado do Espírito Santo, no sudeste do Brasil.

## Distribuição
A espécie é endêmica do Brasil e encontrada nos estados brasileiros de Bahia, Espírito Santo, Minas Gerais, Paraná, Rio de Janeiro, Santa Catarina e São Paulo. A espécie é encontrada nos  domínios fitogeográficos de Cerrado e Mata Atlântica, em regiões com vegetação de campos rupestres, mata ciliar e floresta ombrófila pluvial.